# Public Administration Review
Die Public Administration Review ist ein US-amerikanisches Fachjournal der Verwaltungswissenschaften. Es erscheint zweimonatlich im Wiley-Blackwell-Verlag im Auftrag der American Society for Public Administration. Es gilt nach Eigendefinition sowohl als wissenschaftliche als auch als fachpraktische Publikation.